# Pales angustifrons
Pales angustifrons är en tvåvingeart som först beskrevs av Louis-Paul Mesnil 1963.  Pales angustifrons ingår i släktet Pales och familjen parasitflugor. Inga underarter finns listade i Catalogue of Life.